# Almost Heroes 3D
Almost Heroes 3D es una película animada de 2015. Protagonizada por Taylor Kitsch, Carla Gugino, Jon Heder, Jennette McCurdy, James Woods, Jason Mewes y Tom Green.

## Trama
Sam y su trío de amigos con superpoderes deben detener al super villano de la ciudad, Oscar. En el día de "Los Amantes del Desfile", Sam y el trío se involucran en una enorme amenaza del villano, acompañado por un ejército de robots. Sam y el trío deben luchar para proteger el futuro de la ciudad contra el villano. 